# روبی بریجز
روبی بریجز (انگلیسی: Ruby Bridges؛ زادهٔ ۸ سپتامبر ۱۹۵۴) فعال حقوق بشر اهل ایالات متحده آمریکا است. وی اولین کودک سیاه‌پوست بود که به طور رسمی در یک مدرسه مختص سفیدپوستان در لوئیزیانا درس خواند. این بخشی از لغو تفکیک نژادی در مدارس آمریکا (en) بود. بریجز موضوع نقاشی مشکلی که همه ما با آن زندگی می‌کنیم از نورمن راکول است.